# Chicha morada
Chicha morada [vyslov: čiča moráda] je nealkoholický nápoj, který vznikl v Andských regionech Bolívie a Peru. Je rozšířen a konzumován v celé zemi.
Základní složkou nápoje je kukuřice culli nebo ckolli, což je peruánská odrůda kukuřice běžně známá jako fialová kukuřice (ze španělského maíz morado - odtud název), která se hojně pěstuje a sklízí podél pohoří And. Tento nápoj slouží jako hlavní složka chicha de jora, který také vznikl v Peru.
V Bolívii se nápoje chicha morada vyrábí z místního druhu kukuřice colorado nebo morado v oblastech Tarija, Chuquisaca a Cochabamba.
Nápoj byl hojně rozšířen již v předkolumbovské Americe, ještě před založením Incké říše. Aktuální recepturu lze vysledovat prostřednictvím různých děl devatenáctého století, jako např. ty od Juana de Arona, a Carlose Prince. Nejstarší zmínky o jeho přípravě, pocházejí ze spisů, datovaných v 70. letech 18. století francouzem Camille Pradier-Fodérém.

## Příprava

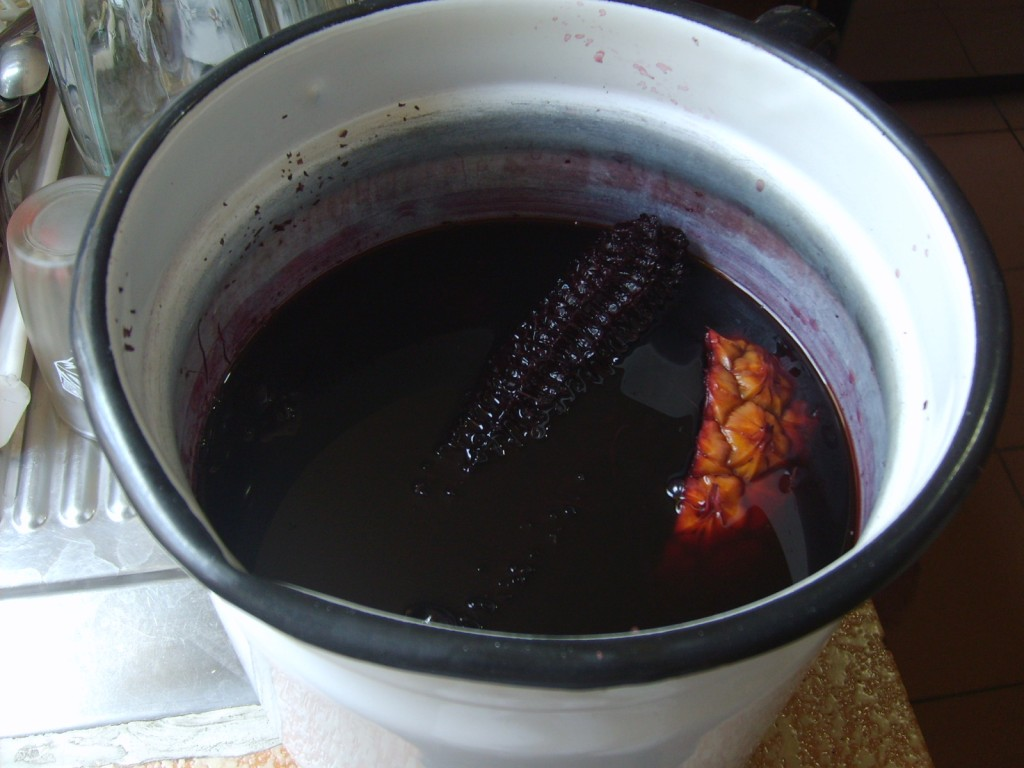
Při přípravě chicha morada se fialová kukuřice vaří s troškou ananasu

Konzumují se tři různě připravené, chicha morady: tradiční domácí příprava, z polotovarů anebo umělý produkt.
- Tradiční příprava probíhá vařením fialové kukuřice ve vodě, spolu se slupkami ananasu a kousky kdoule. Přidává se špetka skořice a několik kusů hřebíčku. Jakmile  je nápoj uvařen, přecedí se a nechá se vychladnout. Přidává se cukr (nebo chancaca), a v některých případech, nakrájené ovoce a citron.
- Polotovar se prodává ve dvou variantách:
  - V prášku, vyráběném na bázi cukru, s umělou kyselou příchutí. Pro přípravu nápoje jej stačí smíchat s vodou. Ačkoli je jeho spotřeba vysoká, z důvodu výhody nízkých nákladů a sladké chuti,nedosahuje charakteristické chuti chicha morády připravené tradičním způsobem. Zároveň také neobsahuje antioxidanty získávané z fialové kukuřice.
  - Chicha mora koncentrát v sáčku (sirup). Tato varianta obsahuje extrakty z ovoce a zachovává chuť i aroma. Příprava spočívá jen v přidání vody a citrónové šťávy.
- Vyrobený produkt zpracovaný ve velkém průmyslovém měřítku, který se prodává v malých plechovkách nebo lahvích v malém nebo rodinném balení jako nealkoholický nápoj.

## Vlastnosti
Vzhledem k vysokému obsahu antokyanů (Cyanin-3-glukózy nebo C3G, jeho hlavní barvivo) a fenolické sloučeniny, má funkční a bioaktivní vlastnosti, stejně jako vysokou antioxidační kapacitu. Na School of Medicine na University of Nagoya (Japonsko) bylo prokázáno, že pigment z fialové kukuřice brání rozvoji rakoviny tlustého střeva. Navíc snižuje krevní tlak a hladinu cholesterolu, podporuje dobrý krevní oběh, chrání cévy před oxidačním poškozením, zlepšuje mikrocirkulaci, je protizánětlivý, podporuje regeneraci pojivové tkáně a tvorbu kolagenu.